# Parafia św. Maksymiliana Marii Kolbego w Klęczanach
Parafia św. Maksymiliana Marii Kolbego w Klęczanach − parafia rzymskokatolicka znajdująca się w diecezji rzeszowskiej w dekanacie Rzeszów Zachód. 
Erygowana w 1987 roku.